# 石川康通
石川 康通（いしかわ やすみち）は、戦国時代から江戸時代初期にかけての武将、大名。美濃大垣藩の初代藩主。伊勢亀山藩石川家初代。石川家成の長男。石川数正は従兄に当たる。

## 概要
天正元年（1573年）、武田勝頼率いる武田軍と戦って武名を挙げた。天正8年（1580年）、父が隠居したため、家督を継ぐ。父の家成は家康の従兄弟にあたり、西三河の旗頭となった、徳川家でも一、二を争う重臣であった。天正18年（1590年）、徳川家康が関東に移封された時、それまでの戦功を賞されて上総成戸に2万石の所領を与えられた。
当時の康通は徳川家中の有力大名として、井伊直政・本多忠勝・榊原康政・平岩親吉と共に在京中の家康守護を交代で務めていた。慶長5年（1600年）の関ヶ原の戦いでは、竹谷松平家清とともに尾張国清洲城の守備を担当した。この功により、戦後に3万石を加増されて5万石となり、美濃大垣藩に移封された。
慶長12年（1607年）、6月26日に仮死状態となるもその夜半に蘇生、大垣城天守の作事を命じて材木等の用意を行わせるも、7月26日父に先立って病死した。享年54。
子の忠義は幼少のため、家督は父が再び継いだが2年後の慶長14年（1609年）に死去、その後は甥の忠総が継承した。